# Randersberg
Der Randersberg ist ein 608 m ü. A. hoher, dicht bewaldeter Berg in der Gemeinde Großgmain im Land Salzburg. Unmittelbar östlich liegt die Grenze zu Bayern (Leopoldstal). Am Gipfel steht das Weiße Kreuz sowie ein weithin sichtbarer Sendemast. Von Großgmain führen einige Wanderwege hinauf zum Gipfel.